# Tom Colicchio
Thomas Patrick "Tom" Colicchio (nascido em 15 de agosto de 1962 em Elizabeth, New Jersey) é um chef norte-americano. Ele é sócio, fundador e ex-chef do Gramercy Tavern em New York City, que foi inaugurado em 1994 e eleito o restaurante mais popular da cidade por Zagat Survey em 2003 e 2005. É jurado do programa Top Chef.
Colicchio é casado com a cineasta Lori Silverbush.

## Restaurantes
New York City
- Gramercy Tavern
- Craft
- Craftbar
- 'wichcraft
- Craftsteak
- Colichio and Sons

Las Vegas
- Craftsteak
- 'wichcraft
- Voysey's

Doonbeg, Irlanda
- The Lodge

Dallas
- Craft

São Francisco
- 'wichcraft

## Livros
Think Like a Chef: The Craft of Cooking